# Liste von Persönlichkeiten der Stadt Katowice
Die folgende Liste enthält die in Kattowitz geborenen sowie zeitweise lebenden Persönlichkeiten, chronologisch aufgelistet nach dem Geburtsjahr. Die Liste erhebt keinen Anspruch auf Vollständigkeit.

## In Kattowitz geborene Persönlichkeiten

### Bis 1900

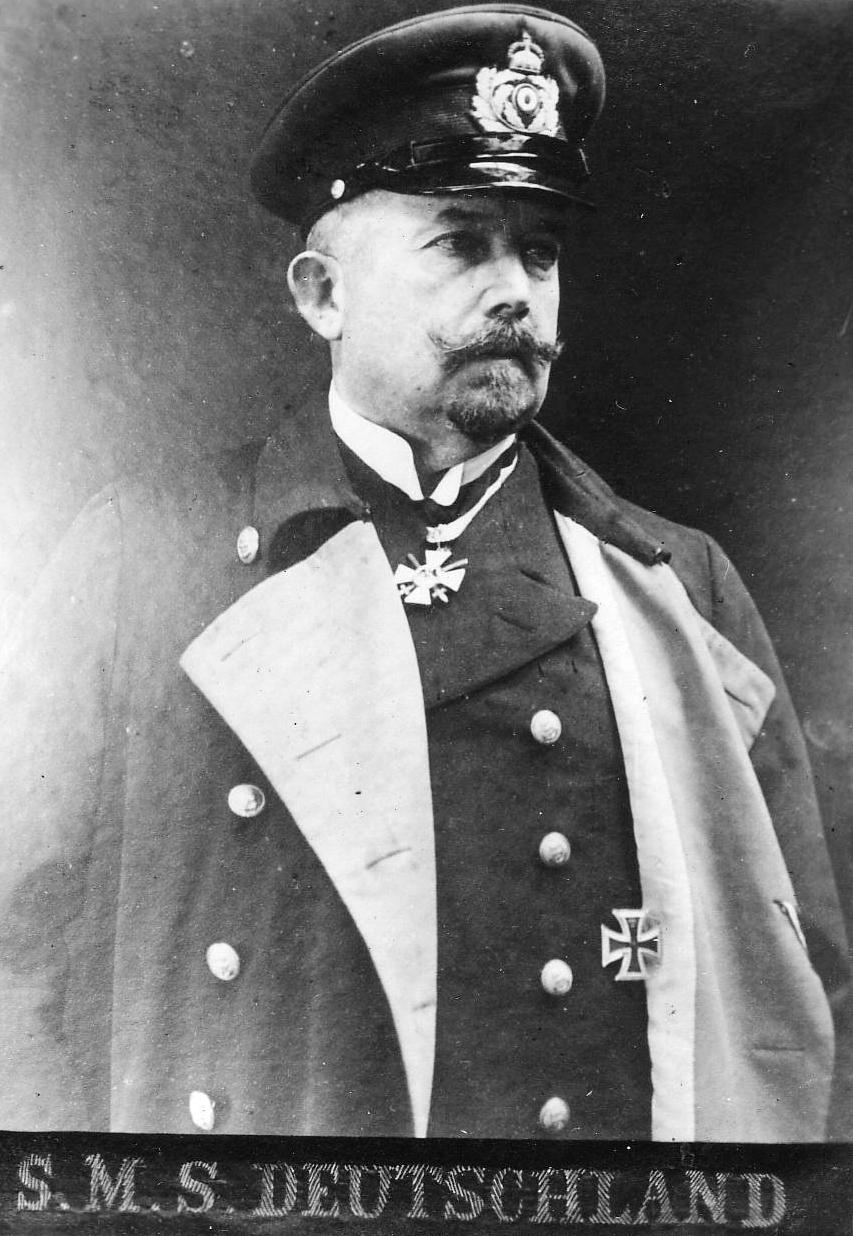
Franz Mauve

- Carl Schmeidler (1859–1935), deutscher Musikdozent und Komponist
- Friedrich Ernst von Schwerin (1863–1936), preußischer Beamter
- Franz Mauve (1864–1931), Marineoffizier
- Jenny Fikentscher (1869–1959), Malerin und Grafikerin des Jugendstils
- Alfred Janschek (1874–1955), Politiker (SPD), Reichstagsabgeordneter
- Walther Arens (1877–1938), Oberstleutnant und Träger des Pour le Mérite
- Willy Prager (1877–1956), Schauspieler und Kabarettist
- Hans Sachs (1877–1945), Serologe
- Kurt Goldstein (1878–1965), Neurologe
- Kurt Mayer (1879–1958), Politiker
- Paul Scheunemann (1882–1955), Ingenieur
- Franz Landsberger (1883–1964), Kunsthistoriker
- Hubert Maushagen (1883–nach 1941), deutscher Journalist, Chefredakteur und Novellist
- Georg Fröhlich (1884–1971), deutscher Verfassungsrichter
- Otto Beyer (1885–1962), Maler
- Rudolf  Fonfara (1887–1981), deutscher Fußballspieler, Funktionär und Unternehmer
- Erich Przywara (1889–1972), Jesuit, katholischer Philosoph und Theologe
- Ernst Dietrich Holtz (1891–1945), Jurist, Ministerialrat und Landrat
- Friedrich Schultze-Rhonhof (1892–1951), Frauenarzt und Hochschullehrer
- Franz Zdralek (1894–1970), Jurist und Politiker (DZP, SPD), ging von 1900 bis 1912 in Kattowitz zur Schule
- Georg Blume (1895–1974), Regierungsdirektor, Politiker, Mitglied des Abgeordnetenhauses von Berlin
- Willy Herzberger (1895–?), SS-Mann
- Walter Rinke (1895–1983), Volkswirt, Verwaltungsbeamter und Politiker
- Hans Källner (1898–1945), Offizier
- Hans Mikosch (1898–1993), deutscher Generalleutnant im Zweiten Weltkrieg
- Franz Neumann (1900–1954), Politologe
- Anna Pajonk (1900–1943), Spionin

### 1901 bis 1925

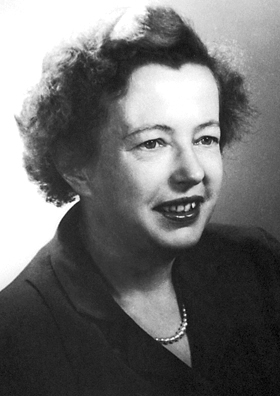
Maria Goeppert-Mayer

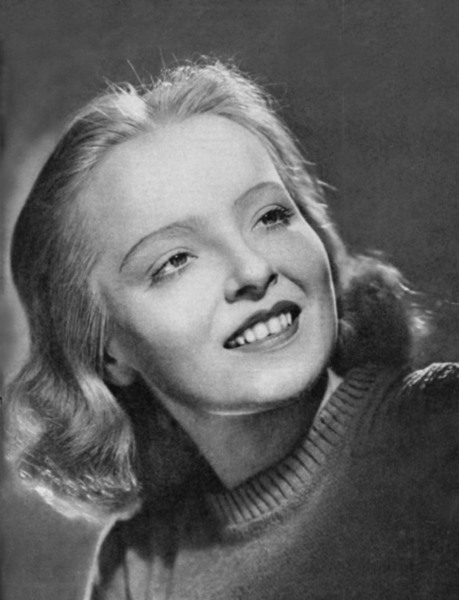
Aleksandra Śląska

- Willy Fritsch (1901–1973), Schauspieler
- Walter Iwan (1901–1982), Jurist, Schriftsteller und Bibliothekar
- Hans Bellmer (1902–1975), Maler und Graphiker
- Emil Görlitz (1903–1987), Fußballspieler
- Hans-Christoph Seebohm (1903–1967), Politiker
- Helmut Lubowski (1903–1986), Architekt
- Johanna Birnbaum, geborene Göhr (1904–nach 1978), Schriftstellerin und Sachbuch-Autorin
- Edgar Hed, geboren als Edgar Hecht (1904–1956), deutsch-israelischer Architekt
- Horst Forchmann (1905–1988), Bergingenieur im Rheinischen Braunkohlerevier
- Lotte Loebinger (1905–1999), Schauspielerin
- Karol Pazurek (1905–1945), Fußballspieler
- Ruth Storm (1905–1993), deutsche Schriftstellerin und Dichterin
- Maria Goeppert-Mayer (1906–1972), Physikerin
- Wilhelm Schneider (1906–1943), Politiker
- Walter Wiora (1906–1997), Musikwissenschaftler und Musikhistoriker
- Günter Hacks (1907– ?), Präsident des Landgerichts Wiesbaden
- Hermann Peters (1907–1985), Zoologe
- Wilhelm Schneider (1907–1988), Stabhochspringer
- Walter Stanietz (1907–1965), Schriftsteller und Bühnenautor
- Artur Stegner (1907–1986), Politiker
- Berta Waterstradt (1907–1990), Hörspiel- und Drehbuchautorin
- Wolfgang Yourgrau (1908–1979), Sozialpsychologe, Physiker und Journalist
- Kurt Schwaen (1909–2007), Komponist
- Heinz Schwerin (1910–1948), Innenarchitekt und Kunsthandwerker
- Wolfgang Otto (1911–1989), SS-Mitglied
- Georg Wipler (1912–?), Politiker (CDU)
- Helmut Kostorz (1912–1986), Politiker (CDU)
- Rudolf Schnackenburg (1914–2002), katholischer Priester und Neutestamentler
- Günter Bachmann (1915–2011), Verwaltungsbeamter in Bundesministerien
- Karlheinz Goedtke (1915–1995), Bildhauer und Plastiker
- Georg Thomalla (1915–1999), Schauspieler
- Hans-Egon Hass (1916–1969), Jurist, Germanist und Hochschullehrer
- Ernst Willimowski (1916–1997), Fußballspieler
- Erich Sendel (1917–1988), Musiker, Organist, Pianist, Komponist und Arrangeur
- Ernst Plener (1919–2007), deutscher Fußballnationalspieler
- Alexander Czerski (1920–1986), polnisch-israelischer Schriftsteller
- Kurt Krigar (1921–2009), deutscher Kameramann und Filmemacher
- Anneli Cahn Lax (1922–1999), US-amerikanische Mathematikerin
- Richard Herrmann (1923–1962), deutscher Fußballnationalspieler (Weltmeister 1954)
- Walter E. Lellek (1924–1998), deutscher Politiker (CDU)
- Peter Großkreuz (1924–1974), deutscher Karikaturist
- Helmut Klimek (1920–1944), deutscher Soldat, Bordfunker und Oberfeldwebel der Luftwaffe
- Josef Königsberg (1924–2023), polnisch-deutscher Journalist
- Fritz Eduard Müller (1925–2020), deutscher Mediziner
- Aleksandra Śląska (1925–1989), polnische Schauspielerin
- Michael Goldmann-Gilead (* 1925), israelischer Polizeioffizier und Ermittler im Eichmann-Prozess

### 1926 bis 1950

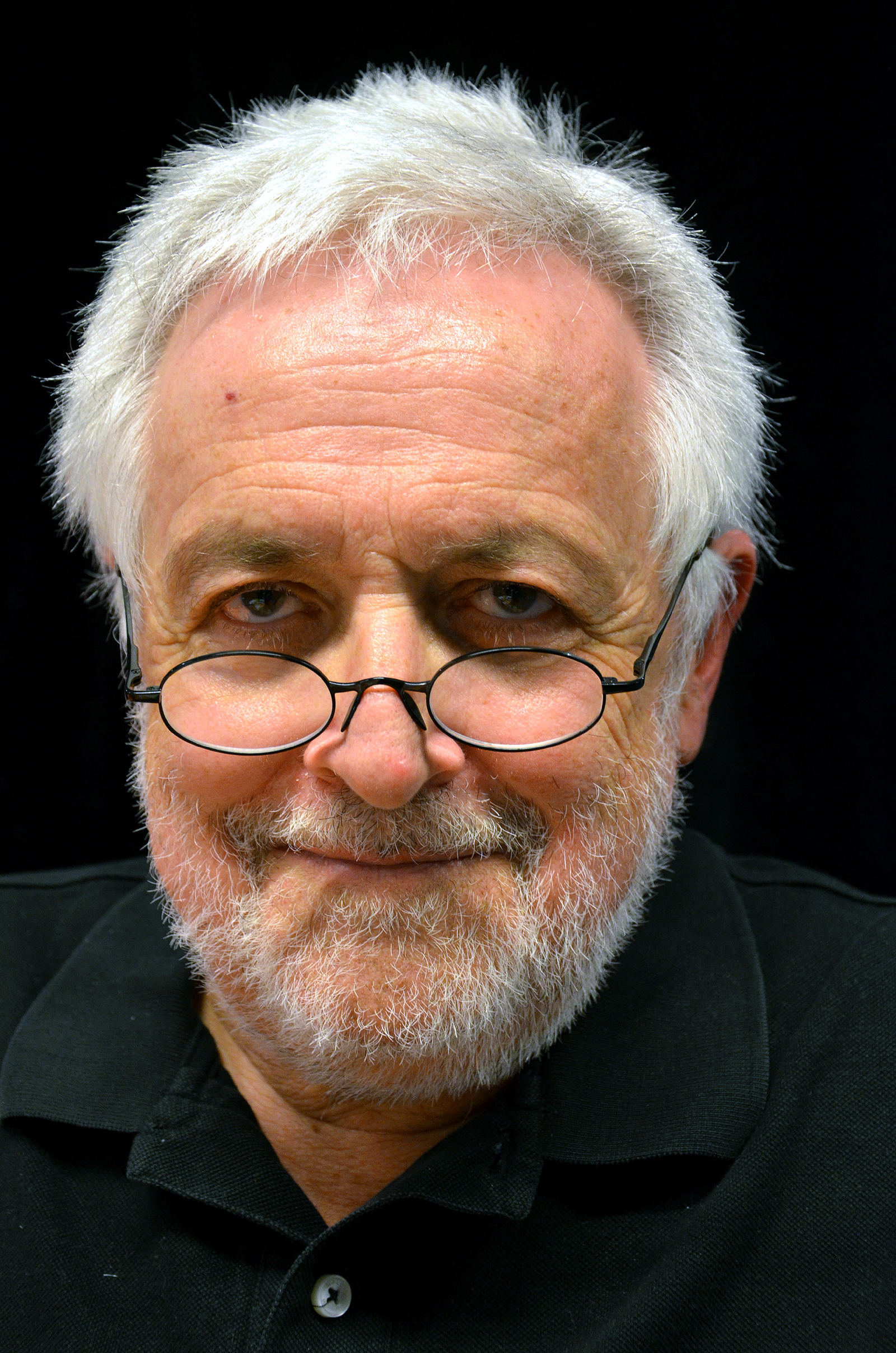
Henryk M. Broder

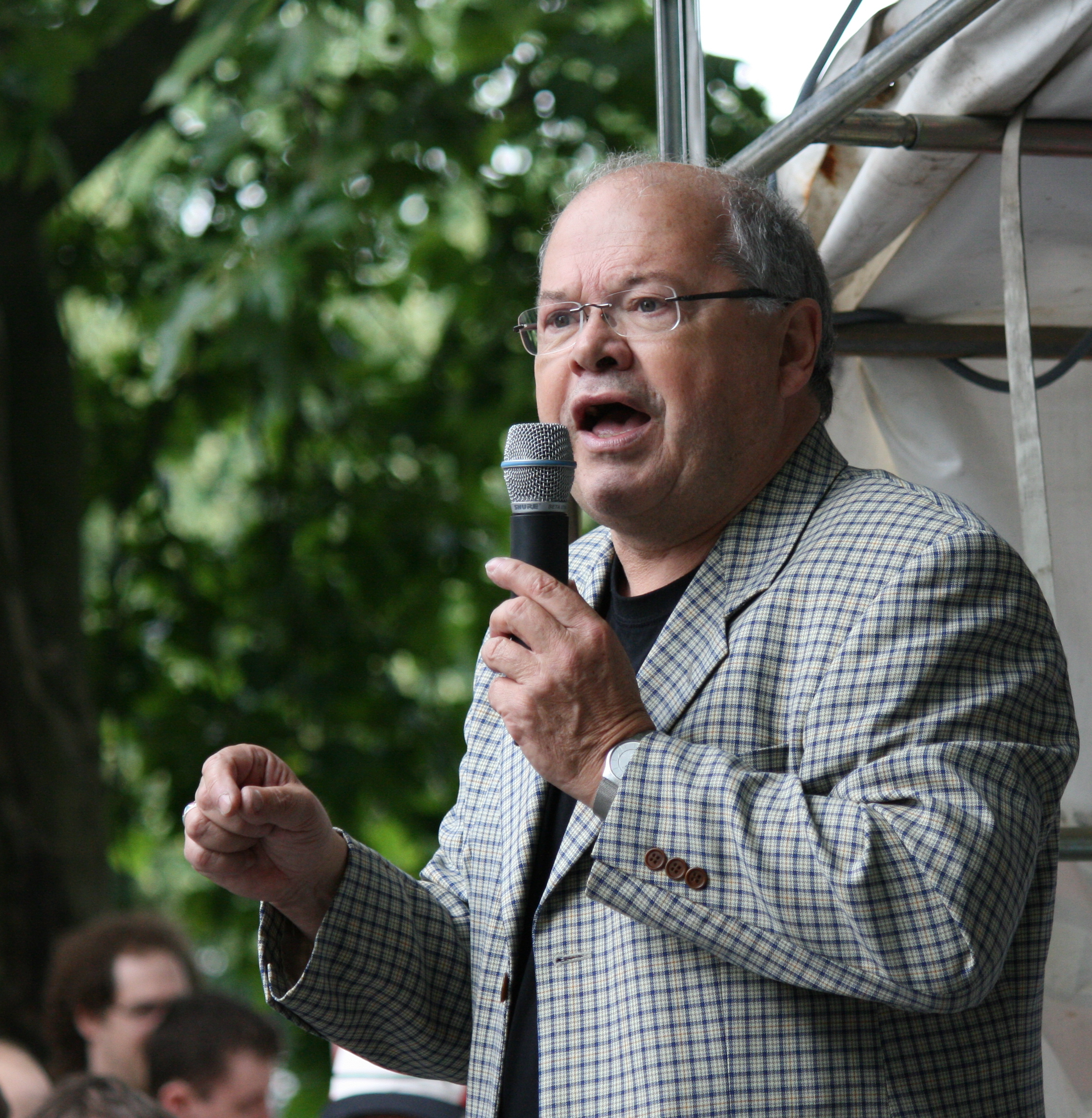
Jerzy Montag

- Friedrich Scholz (1926–2008), deutscher Komponist und Schriftsteller
- Szczepan Wesoły (1926–2018), polnischer Geistlicher, römisch-katholischer Erzbischof
- Klaus Strzodka (1927–2005), deutscher Bergbauingenieur und Hochschullehrer
- Percy Borucki (* 1929), deutscher Säbelfechter
- Kazimierz Kutz (1929–2018), polnischer Schauspieler, Filmregisseur und Politiker
- Walter J. Zielniok (1930–2012), deutscher Pädagoge
- Zygmunt Apostoł (1931–2018), polnischer Film-, Fernseh- und Theaterschauspieler
- Jan Biczycki (1931–1996), polnisch-deutscher Schauspieler, Regisseur und Schauspiellehrer
- Gustaf Bischoff (* 1931), deutscher Schriftsteller
- Bogumił Kobiela (1931–1969), polnischer Schauspieler
- Waldemar Świerzy (1931–2013), polnischer Grafiker und Grafikdesigner
- Grzegorz Chwiendacz (1932–2017), polnischer Radrennfahrer
- Günter Wojaczek (1932–1997), deutscher Altphilologe und Gymnasiallehrer
- Johannes Madey (1933–2012), deutscher Ostkirchenkundler
- Henryk Nielaba (* 1933), polnischer Fechter
- Henryk Bista (1934–1997), polnischer Schauspieler
- Leon Jończyk (1934–2018), Maler, Grafiker und Kunsthistoriker
- Joachim Latacz (* 1934), deutscher Altphilologe
- Irena Pawełczyk (* 1934), polnische Rennrodlerin
- Eduard Reichenbaum (1934–1945), Nazi-Opfer
- Tadeusz Strugała (* 1935), polnischer Dirigent und Musikpädagoge
- Marian C. Horzinek (1936–2016), deutscher Tierarzt, Virologe und Hochschullehrer
- Josef Kompalla (* 1936), deutsch-polnischer Eishockeyschiedsrichter
- Arne Fuhrmann (* 1941), deutscher Politiker
- Gernot Kostorz (* 1941), deutscher Physiker und Professor an der ETH Zürich
- Manfred Langner (1941–2024), deutscher Politiker
- Barbara Dickmann (* 1942), deutsche Journalistin
- Ralf-Rainer Rygulla (* 1943), deutscher Schriftsteller und Herausgeber
- Richard Piechutta (* 1944), deutsch-polnischer Eishockeytrainer
- Peter Schafranek (* 1944), deutscher Brigadegeneral des Heeres der Bundeswehr
- Sławomir Idziak (* 1945), Kameramann
- Henryk M. Broder (* 1946), Journalist und Buchautor
- Tadeusz Sławek (* 1946), Lyriker, Essayist, Übersetzer, Literaturkritiker und -wissenschaftler
- Krzysztof Krawczyk (1946–2021), Popsänger
- Jerzy Montag (* 1947), Politiker
- Frank Golczewski (* 1948), Historiker
- Ewa Gryziecka (* 1948), Speerwerferin
- Jerzy Kukuczka (1948–1989), Bergsteiger
- Jan Michalik (1948–2022), Ringer
- Bogusław Malinowski (* 1949), Eishockeyspieler
- Barbara Piecha (* 1949), Rennrodlerin
- Christof Kessler (* 1950), Neurologe
- Henryk Wojtynek (* 1950), Eishockeytorwart

### 1951 bis 1975
- Zbigniew Adamczyk (* 1951), Politiker

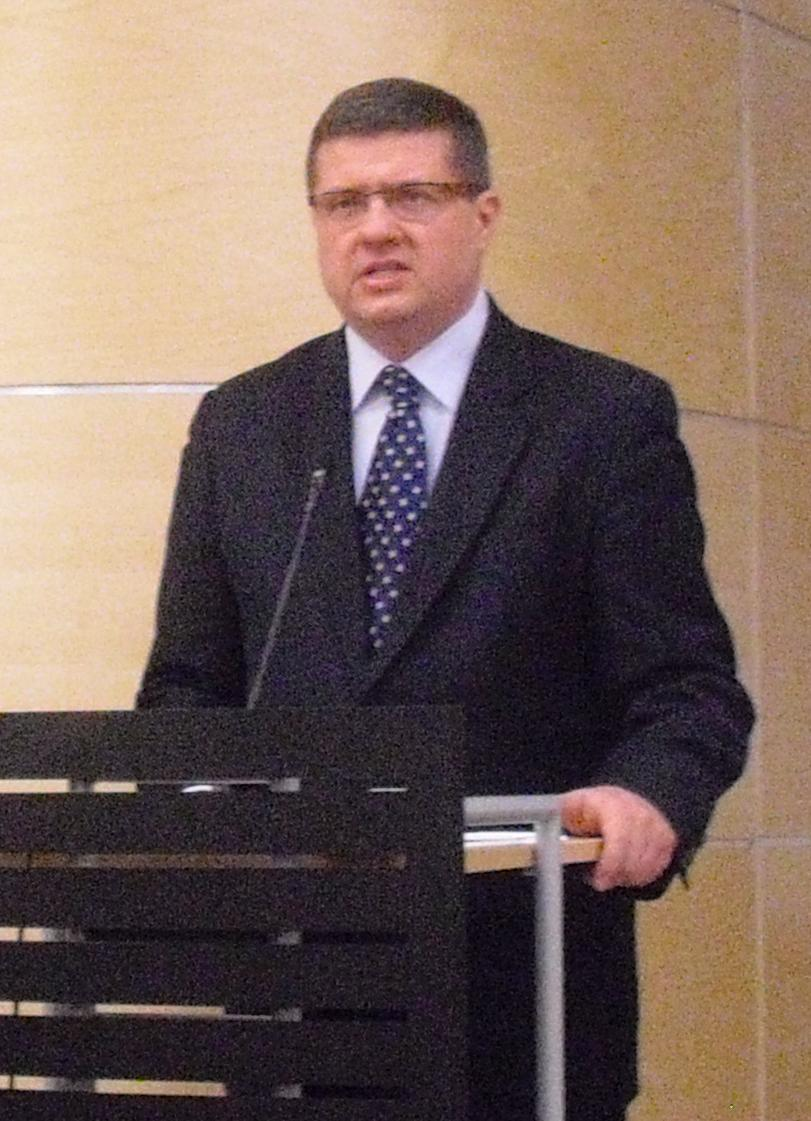
Sławomir Skrzypek

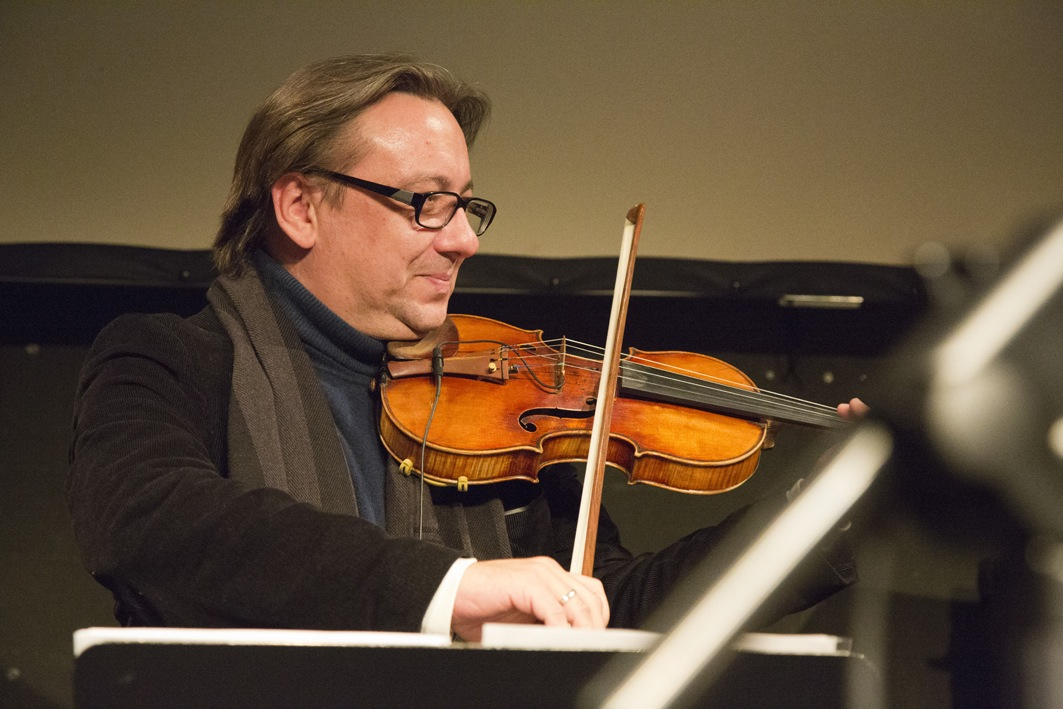
Adam Taubitz

- Roman Kalarus (* 1951), Plakatkünstler, Grafiker, Cartoonist und Designer
- Eva Janina Wieczorek (* 1951), Malerin
- Roman Ogaza (1952–2006), Fußballspieler
- Wojciech Rudy (* 1952), Fußballspieler und -trainer
- Jan Rzymełka (* 1952), Politiker
- Krystyna Bochenek (1953–2010), Journalistin, Politikerin und Senatorin
- Henryk Buk (* 1953), deutsch-polnischer Eishockeytorwart
- Lech Majewski (* 1953), Film- und Theaterregisseur, Schriftsteller, Dichter und Maler
- Marian Sworzeń (* 1954), Schriftsteller
- Zbigniew Wegehaupt (1954–2012), Jazzmusiker
- Krystyna Doktorowicz (* 1955), Medienwissenschaftlerin, Politikerin und Senatorin
- Małgorzata Gebel (* 1955), Schauspielerin
- Aleksander Nawarecki (* 1955), Literaturhistoriker, Literaturtheoretiker und Essayist
- Jan Piecko (* 1955), Eishockeyspieler
- Roland Schefferski (* 1956), Objekt- und Installationskünstler
- Jerzy Marek Ziętek (* 1956), Politiker
- Roman Bierła (* 1957), Ringer
- Miro Sikora (* 1957), deutscher Eishockeyspieler
- Jerzy Christ (* 1958), Eishockeyspieler
- Ludwik Synowiec (1958–2022), Eishockeyspieler
- Jan Furtok (1962–2024), Fußballspieler
- Alexander Ulfig (* 1962), Philosoph, Soziologe und Autor
- Sławomir Skrzypek (1963–2010), Ökonom
- Elżbieta Bieńkowska (* 1964), Politikerin
- Marek Biesiada (* 1964), Astronom und Arzt
- Krzysztof Warzycha (* 1964), Fußballspieler
- Piotr Wiesiołek (* 1964), Vizepräsident der polnischen Zentralbank
- Damian Adamus (* 1967), Eishockeyspieler
- Dariusz Basiński (* 1967), Schauspieler und Dichter
- Bogusław Furtok (* 1967), Kontrabassist, Komponist und Musikpädagoge
- Hanna Polak (* 1967), Regisseurin, Kamerafrau und Filmproduzentin
- Adam Taubitz (* 1967), Violinist, Trompeter, Gitarrist und Komponist
- Bogdan Jalowietzki (* 1967), Volleyballspieler
- Jędrzej Kasperczyk (* 1968), Eishockeyspieler
- Aldona Niemczyk (* 1969), deutsche Politikerin (CDU)
- Jacek Piechutta (* 1969), Eishockeyspieler
- Wojciech Filemonowicz (* 1970), Ökonom
- Barbara Wolnicka-Szewczyk (* 1970), Fechterin
- Mikołaj Górecki (* 1971), Komponist
- Thomas Zdebel (* 1973), deutsch-polnischer Fußballspieler
- Thomas Wilczek (* 1974), deutsch-polnischer Eishockeyspieler

### Ab 1976

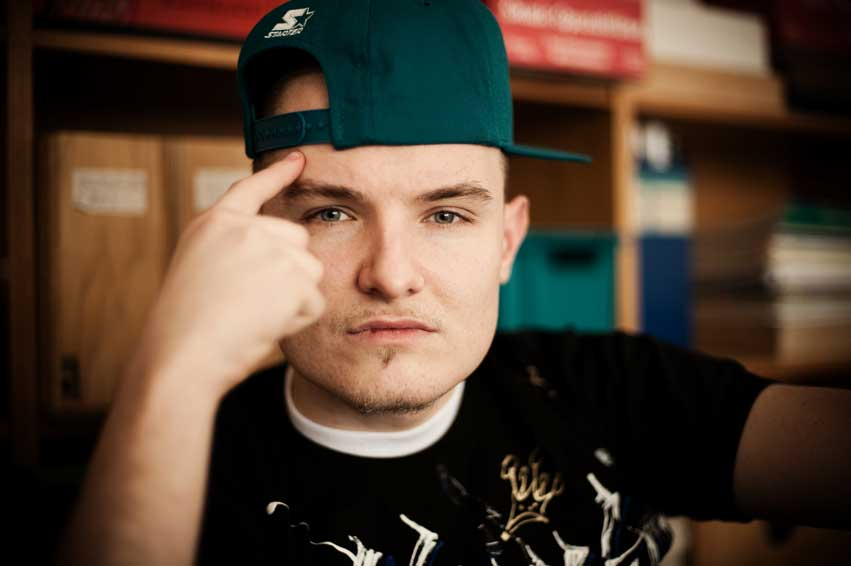
Kaas

- Marcin Krupa (* 1976), Politiker, Stadtpräsident von Katowice
- Christoph Dabrowski (* 1978), deutscher Fußballspieler
- Robert Gratza (* 1978), deutsch-polnischer Eishockeyspieler
- Dominika Karger (* 1978), deutsche Handballspielerin
- Alicja Kwade (* 1979), Künstlerin
- Konrad Lischka (* 1979), deutscher Journalist
- Krzysztof Kciuk (* 1980), Dartspieler
- Marek Wójcik (* 1980), Politiker
- Maciej Garbowski (* 1981), Kontrabassist und Komponist
- Jacek Kowalczyk (* 1981), Fußballspieler
- Lukas Wilaschek (* 1981), deutscher Boxer
- Benjamin Kuciński (* 1982), Geher
- Adrian Grygiel (* 1983), Eishockeyspieler
- Kaas (* 1982), deutsch-polnischer Rapper
- Alexandra Wesolowski (* 1985), deutsche Filmregisseurin und Drehbuchautorin polnischer Herkunft
- Małgorzata Gorol (* 1986), Schauspielerin
- Grzegorz Kosok (* 1986), Volleyballspieler
- Marcelina Zawisza (* 1989), Politikerin
- Aleksandra Adamska (* 1990), Schauspielerin
- Tomasz Hołota (* 1991), Fußballspieler
- Dominik Steczyk (* 1999), Fußballspieler
- Daniel Skiba (* 2000), Fußballspieler
- Ariel Mosór (* 2003), Fußballspieler
- Tomasz Wójtowicz (* 2003), Fußballspieler
- Nikodem Zielonka (* 2004), Fußballspieler
- Dominik Szala (* 2006), Fußballspieler

## Berühmte mit Kattowitz verbundene Personen
- Richard Holtze (1824–1891), der Arzt gilt als einer der Stadtväter
- Hermann Mensch (1831–1914), Philologe, Rektor der Höheren Töchterschule in Kattowitz
- Arnold Zweig (1887–1968), Schriftsteller, zog 1896 nach Kattowitz und besuchte hier die Oberrealschule
- Franz Zdralek (1894–1970), Jurist und Politiker (SPD), lebte dort ab seinem dritten Lebensmonat und ging in Kattowitz auf die Mittelschule und das humanistische Gymnasium
- Franz Wosnitza (1902–1979), katholischer Priester, seit 1926 Seelsorger und während der deutschen Besatzung Generalvikar und faktischer Administrator des Bistums Kattowitz
- Kazimierz Kutz (* 1929 in Szopienice; † 2018), Filmregisseur, Schauspieler, Publizist und Politiker
- Hanna Schygulla (* 1943), der Geburtsort der Schauspielerin wird häufig fälschlich mit Kattowitz angegeben, tatsächlich wurde sie in der Nachbarstadt Königshütte geboren
- Marian Oslislo (* 1955), Rektor und Professor der Kunsthochschule in Kattowitz
- Marcin Dylla (* 1976 in Chorzow), lehrt Gitarre an der Musikakademie Katowice